# St. Georg (Rückholz)

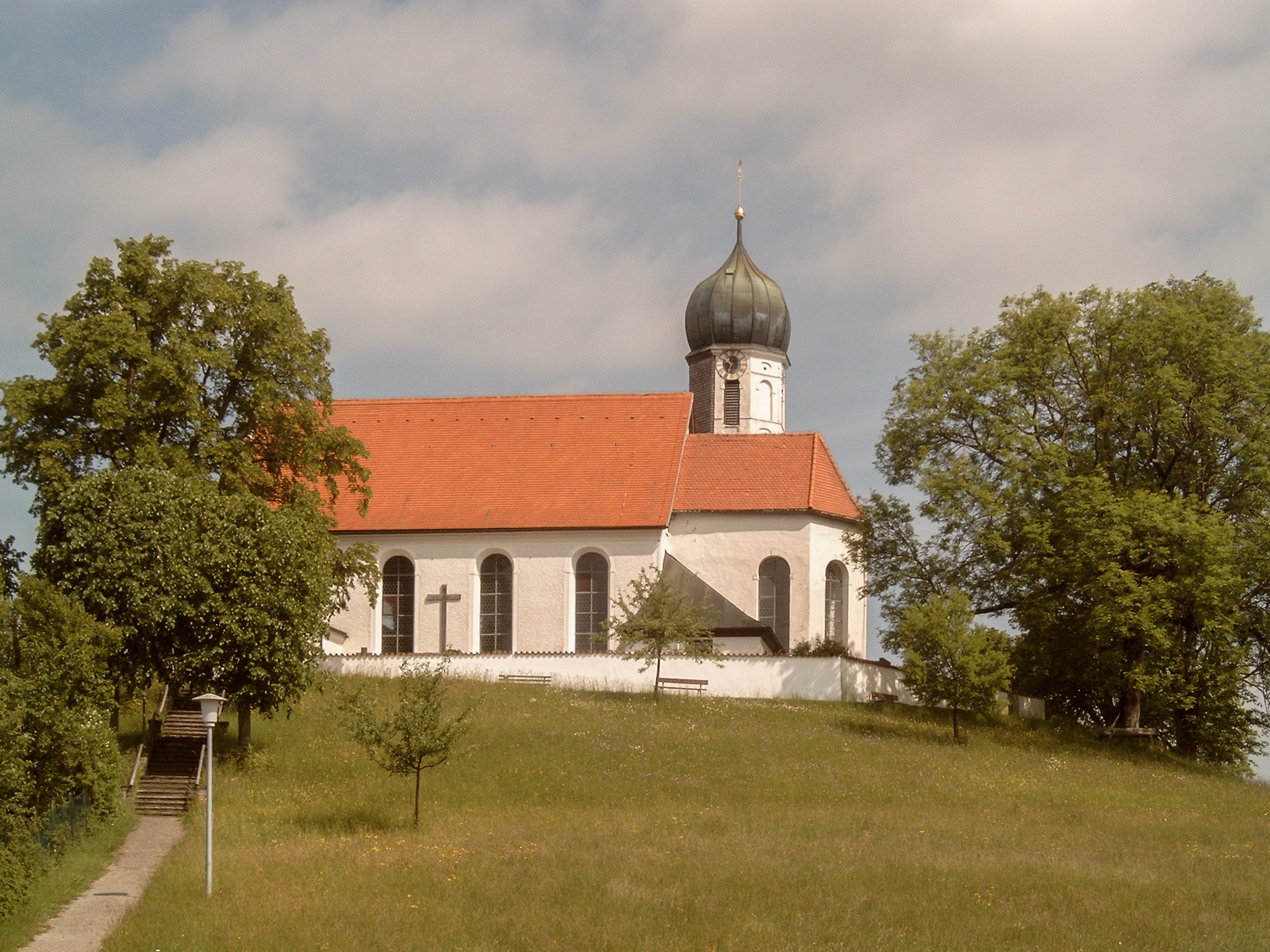
St. Georg in Rückholz

Innenraum

Die römisch-katholische Pfarrkirche St. Georg steht in Rückholz, einer Gemeinde im schwäbischen Landkreis Ostallgäu in Bayern. Das Bauwerk ist in der Liste der Baudenkmäler in Rückholz als Baudenkmal unter der Nr. D-7-77-168-1 eingetragen.

## Beschreibung
Die Saalkirche ist im Kern spätgotisch. Sie besteht aus einem Langhaus, das 1740/41 ausgebaut und 1899 nach Westen verlängert wurde, einem eingezogenen, außen dreiseitig, innen halbrund geschlossenen Chor im Osten, der 1719 nach einem Entwurf von Johann Georg Fischer umgebaut wurde, und einem Chorflankenturm auf quadratischem Grundriss an der Nordwand des Chors, der 1732 mit einem achteckigen Geschoss, das die Turmuhr und den Glockenstuhl beherbergt, aufgestockt und mit einer Zwiebelhaube bedeckt wurde. Der Innenraum des Langhauses ist mit einer Flachdecke überspannt, der des Chors mit einer flachen Kuppel. Der in Formen des Akanthus gestaltete Stuck im Langhaus wird Joseph Fischer zugeschrieben. Die Fresken im Langhaus hat um 1899 Anton Ranzinger eingefügt. Über dem Chorbogen befindet sich das Wappen des Klosters St. Mang. Der Bau des Hochaltars von 1719 wird Dominikus Zimmermann zugeschrieben. Von Johann Heel stammen Gemälde einer Unbefleckten Empfängnis und dem Magnus von Füssen. Die Orgel wurde des Julius Schwarzbauer von 1916  mit zwei Manualen und Pedal wurde 1959 von Josef Zeilhuber sen. erweitert.